# Nhịp

Nhịp 4/4

Trong âm nhạc và lý thuyết âm nhạc, nhịp (beat) là đơn vị cơ bản của thời gian, là nhịp (sự kiện lặp đi lặp lại thường xuyên) hay mức đo lường (hoặc mức phách). Phách thường sử dụng với nhịp 2/4, nhịp  3/4 hay nhịp 4/4; một số loại nhịp khác như nhịp 6/8, nhịp 3/8, nhịp 6/4, nhịp 2/2,...
Nhịp điệu trong âm nhạc được biểu thị bởi một chuỗi lặp lại các phách nhấn và khống nhấn (thường được gọi là "mạnh" và "yếu") và được chia thành các tiết nhịp, sắp xếp theo số chỉ nhịp và nhịp độ.